# Salvia pratensis
Sauge commune, Sauge des prés
Espèce
Classification phylogénétique
Salvia pratensis, la Sauge commune ou Sauge des prés, est une espèce de plantes à fleurs de la famille des Lamiacées. C'est une plante herbacée vivace d'origine méditerranéenne commune dans les prairies en terrain calcaire.

## Description
Fleur : corolle irrégulière (zygomorphe), bleu foncé–violet, 20–30 mm de long, soudée, bilabiée, pentalobée, à long tube. Lèvre supérieure en forme de croissant, lèvre inférieure trilobée, lobe central plus gros que les lobes latéraux. Calice campanulé, pentalobé, généralement violet au sommet. Deux étamines. Gynécée constitué de deux carpelles soudés, corps plus long que la corolle. Verticilles composés de 4–6 fleurs formant un épi interrompu et désordonné.
Feuilles : principalement organisées en rosette basale, opposées sur la tige, munies d’un pétiole. Limbe ovoïde–étiré, à base cordiforme, plissé, au bord doublement crénelé–denté. Petites bractées.

### Caractéristiques
Organes reproducteurs
- Couleur dominante des fleurs : bleu
- Période de floraison : juin-août
- Inflorescence : glomérules spiciformes
- Sexualité : gynodioïque
- Ordre de maturation : protandre
- Pollinisation : entomogame

Graine
- Fruit : akène
- Dissémination : barochore

Habitat et répartition
- Habitat type : pelouses basophiles médioeuropéennes
- Aire de répartition : méditerranéen(eury)

Données d'après : Julve, Ph., 1998 ff. - Baseflor. Index botanique, écologique et chorologique de la flore de France. Version : 23 avril 2004.
Étamines pivotantes
La sauge des prés, comme d'autres espèces de sauges, possède la particularité d'avoir des étamines pivotantes qui s'abaissent lors du passage d'un insecte. La base de chaque étamine est dotée d'un appendice qui empêche l'accès au nectar. En visitant la fleur, les insectes repoussent ces appendices, qui déclenchent le pivotement des étamines. Les anthères brossent alors de dos de l'insecte ce qui favorise le transfert du pollen,.

## Utilisations
La sauge officinale est originaire du pourtour méditerranéen. La sauge des prés était donc la sauge « officinale » en climat tempéré. Ses propriétés médicinales sont semblables à celles de la sauge officinale : digestive et antispasmodique mais avec une action moins forte. Avant l'apparition des aérosols contre l'asthme, les asthmatiques la fumaient en raison de ses vertus antispasmodiques et sédatives. Il est conseillé d'utiliser la plante sous forme séchée afin d'éviter toute risque avec la thuyone (neurotoxique). D'autre part, fumer la plante fait entrer des composés comme les huiles essentielles qui ont une action puissante sur l'organisme à faible dose, il est donc conseillé d'être vigilant sur ce type d'utilisation.
Cette espèce a été sélectionnée en horticulture pour créer une plante ornementale vendue comme vivace ou en bouquets.
Un cultivar à très grandes fleurs est Salvia pratensis subsp. haematodes.

## Illustrations

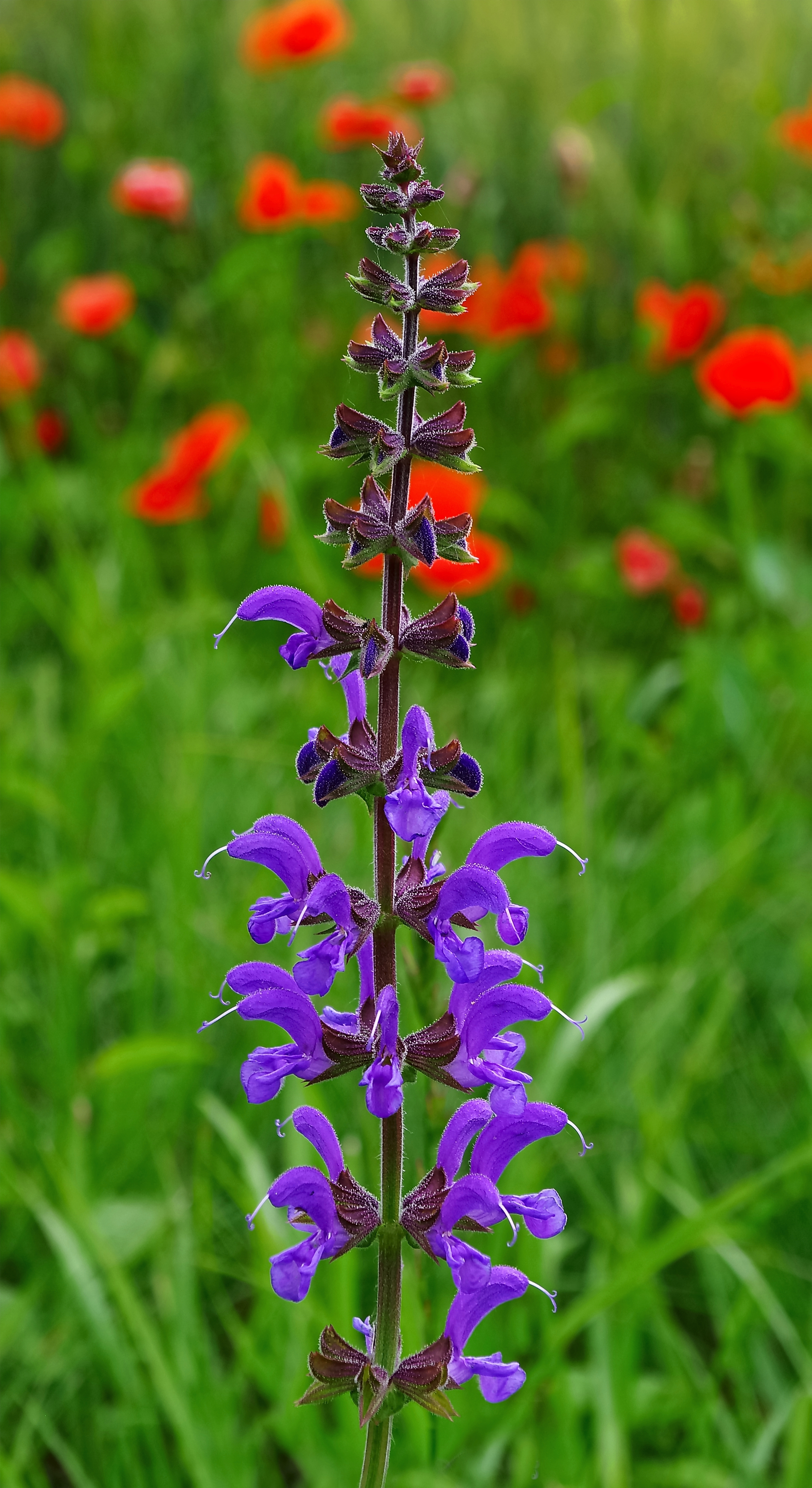
Inflorescence.
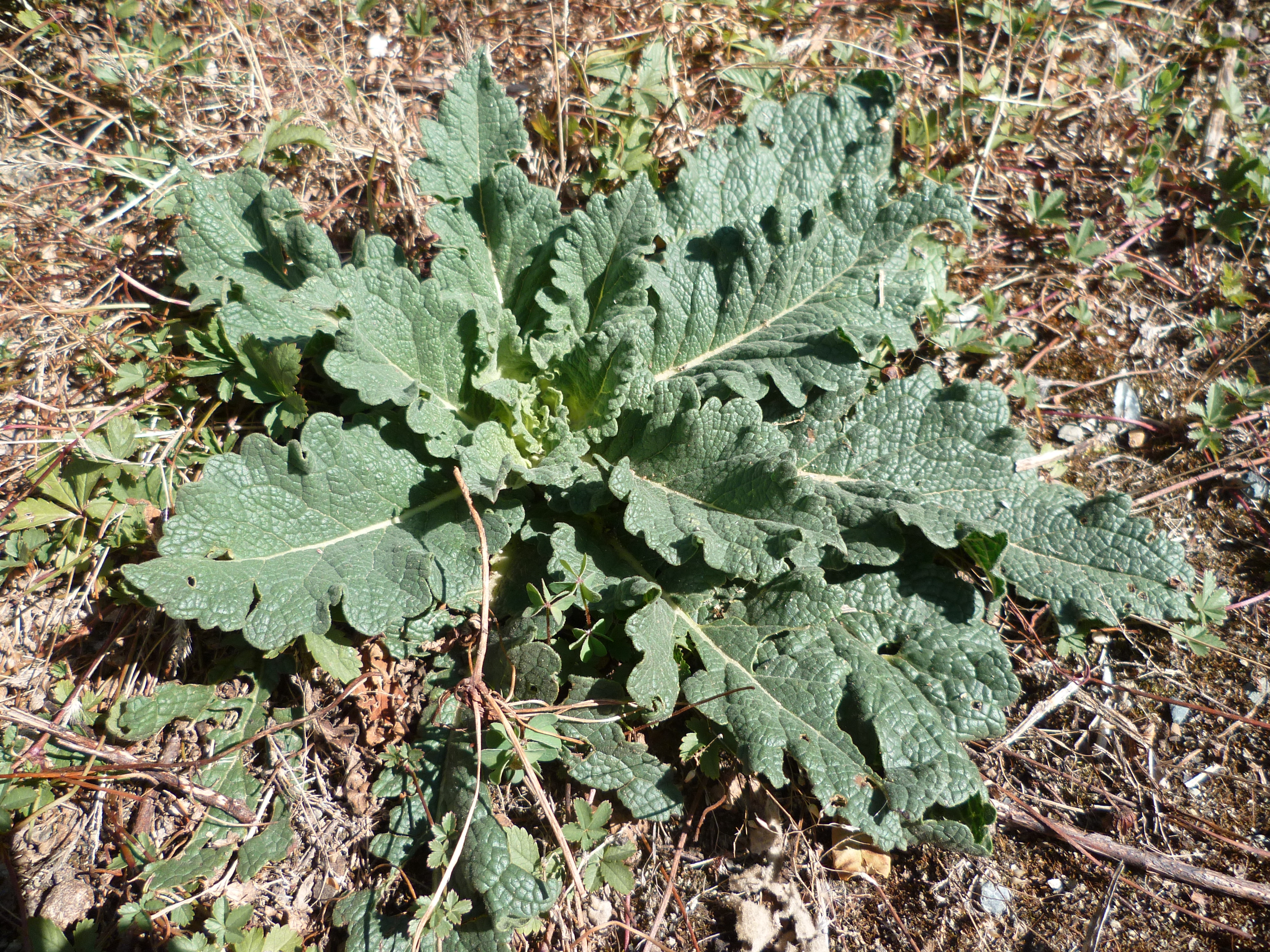
Rosette d'une plante sauvage.
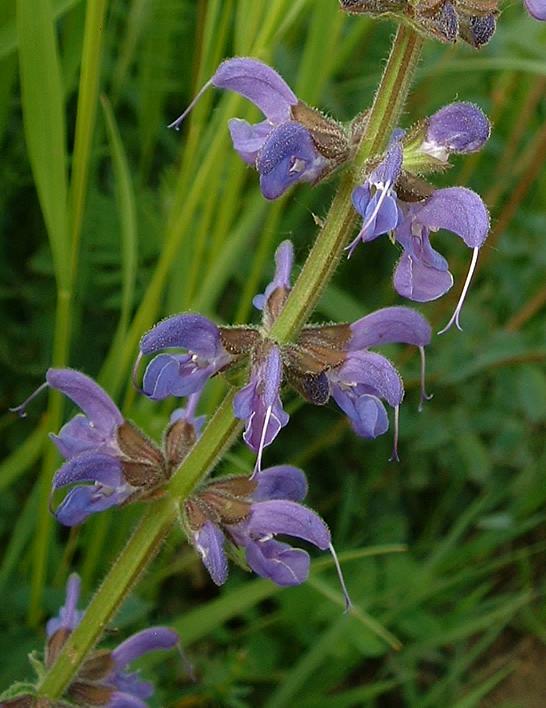
Détail de l'inflorescence.
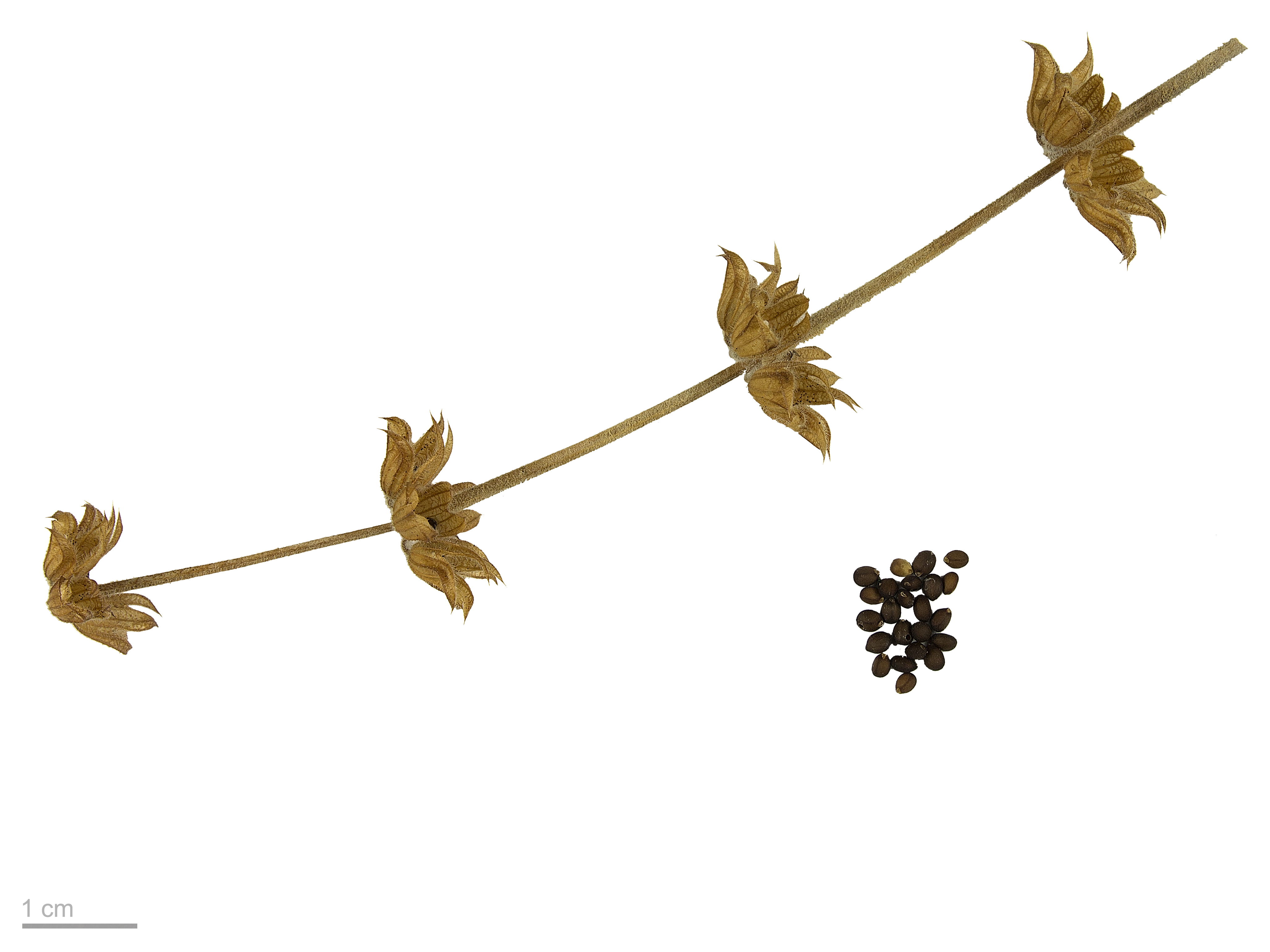
Salvia pratensis au Muséum de Toulouse.
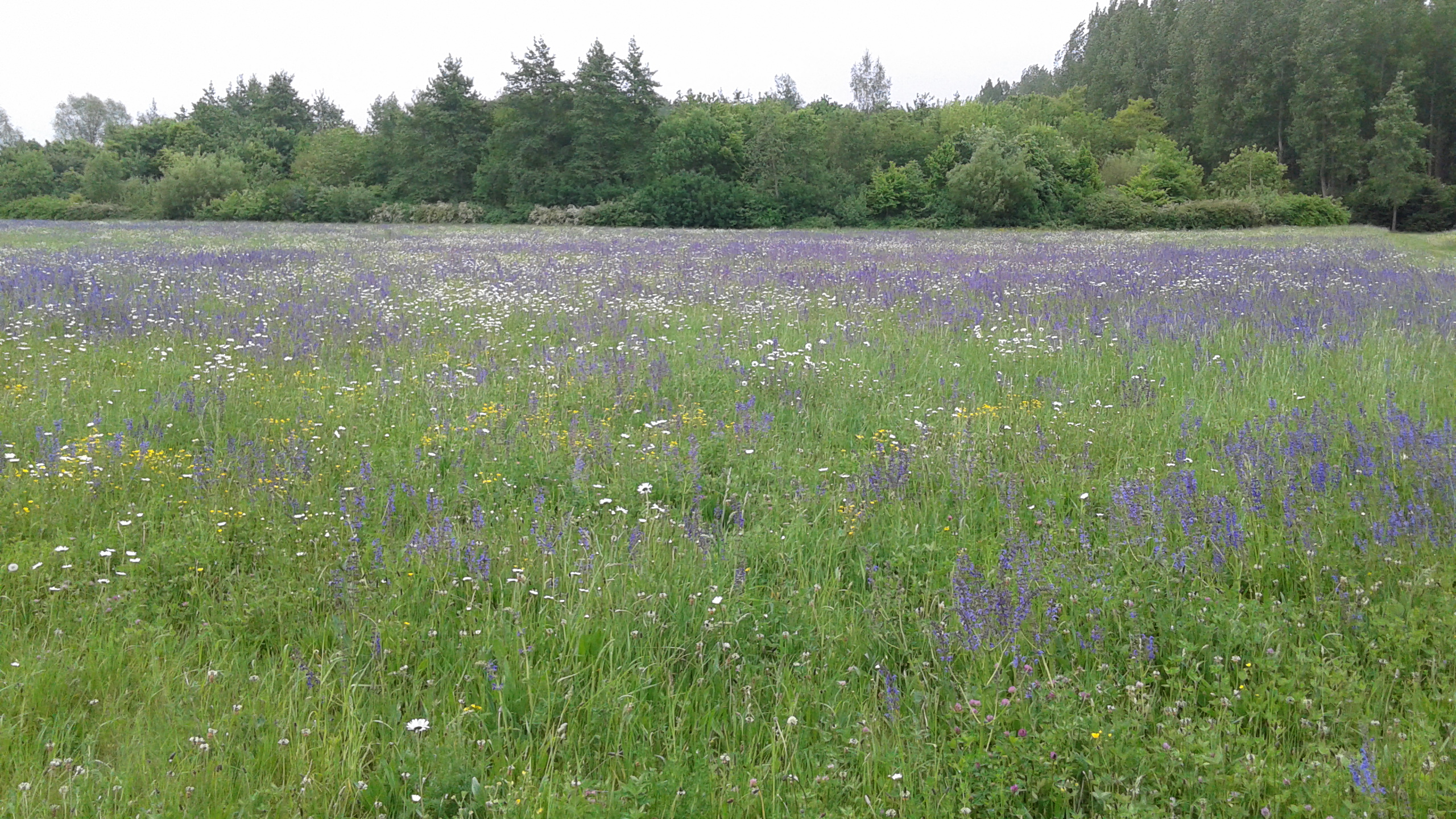
Prairie fleurie de Sauges des prés.
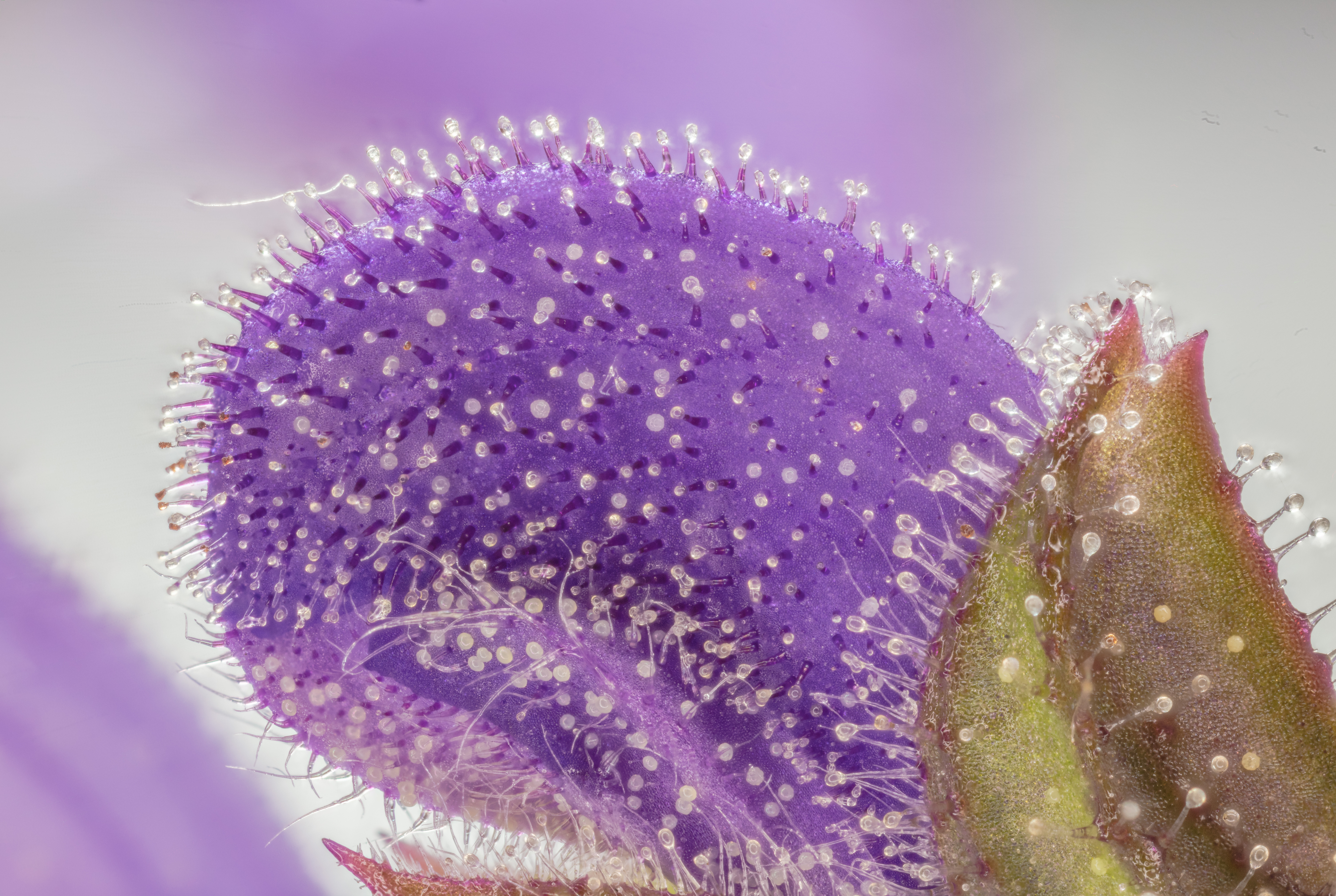
Photographie macro.
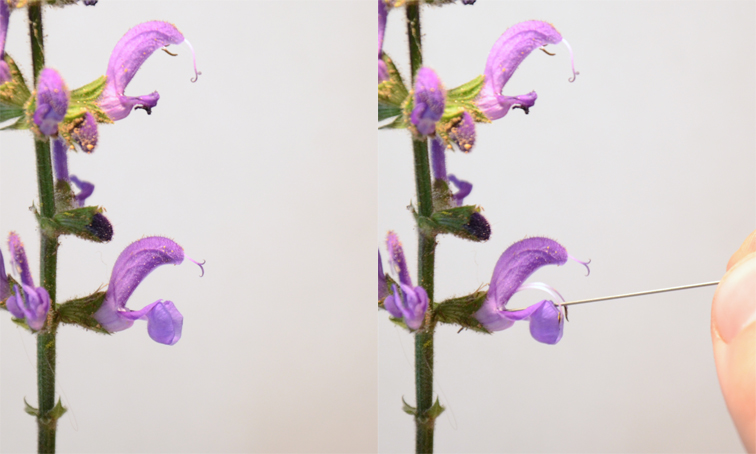
En exerçant une légère pression à la base des étamines, ces dernières pivotent et s'abaissent.